# Flèche négative et positive
En mécanique des solides, en ingénierie des structures et en construction navale, les expressions flèche négative et positive décrivent la forme dans laquelle une poutre ou un objet long similaire se déforme lorsqu'une charge lui est appliquée. Une flèche négative (ou dos d'âne, en anglais : hogging, hog camber) décrit une poutre qui se courbe vers le haut au milieu, et une flèche positive (en construction navale, contre-arc, en anglais sagging) décrit une poutre qui se courbe vers le bas.

## Navires

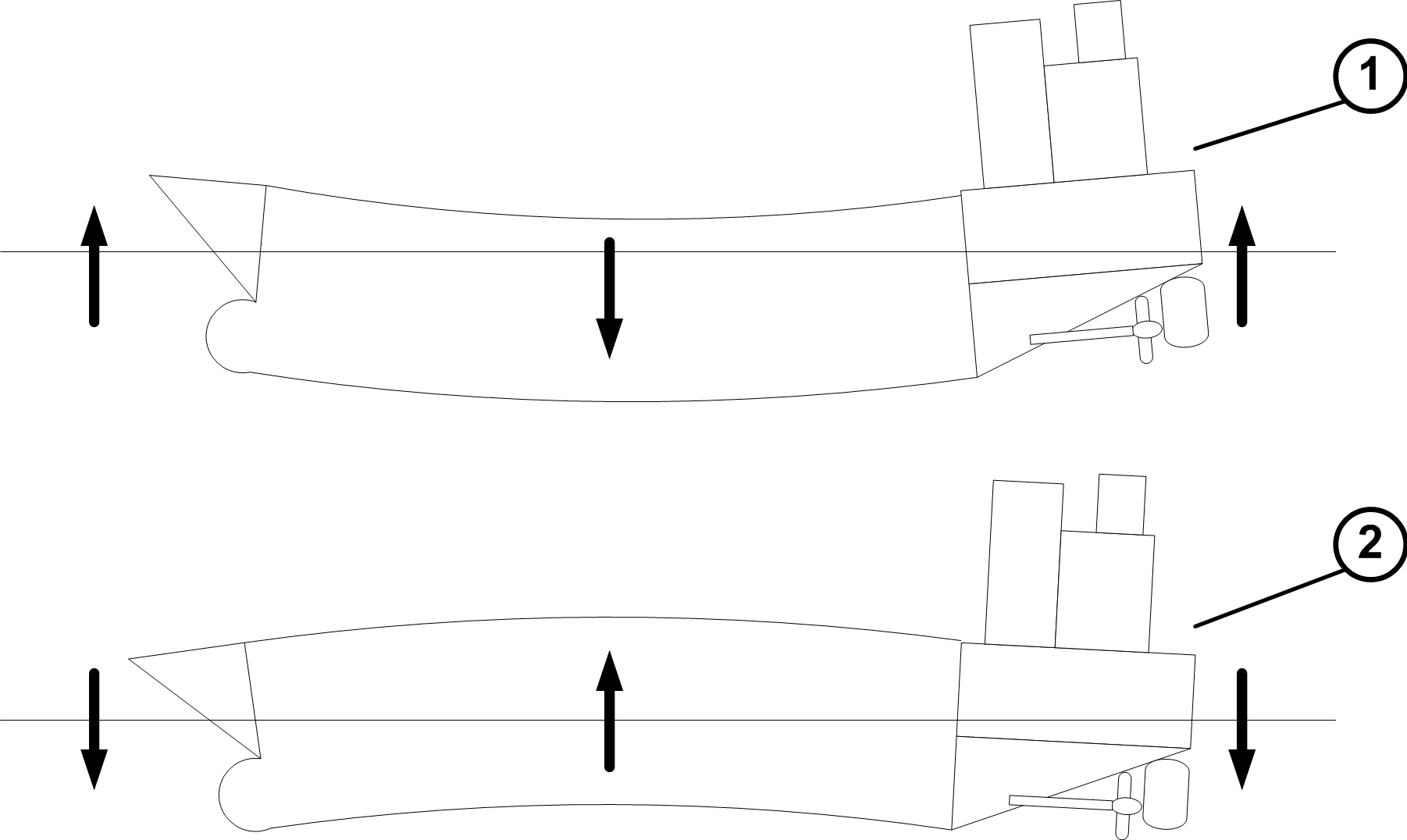
Schéma de la coque d'un navire qui manifeste (1) flèche positive ou affaissement et (2) une flèche négative ou dos d'âne sous la charges. La flexion est exagérée à des fins d’illustration.

### Contrainte dynamique
La flèche négative (hogging) est la contrainte subie par la coque ou la quille d'un navire qui provoque la courbure du centre ou de la quille vers le haut.
La structure d’un navire est soumise à des contraintes lors de mauvaises conditions météorologiques, un des problèmes d'ingénierie structurelle les plus complexe. Les nombreuses cloisons, grillages et ponts constituent ensemble un caisson creux complet dont le comportement en tant que poutre-caisson peut être évalué. À l’exclusion des charges d’inertie dues au mouvement du navire, la charge sur un navire ne provient que de deux sources : la gravité et la pression de l’eau. En eau calme, les charges dues à la gravité et à la pression de l’eau sont le poids et la flottabilité. Les contraintes calculées sont purement théoriques et basées sur celles provoquées par une seule vague de longueur égale à la longueur du navire, crête normale au plan médian et avec une crête au milieu du navire et un creux à chaque extrémité provoquant une flèche négative maximale ; et un creux au milieu du navire et une crête à chaque extrémité provoquant un affaissement (dos d'âne, ou flèche positive) maximum.

### Stress induit par le temps
La flèche négative ou hogging, fait également référence à la courbure semi-permanente de la quille, en particulier sur les navires à coque en bois, provoquée au fil du temps par le centre du navire étant plus flottant que la proue ou la poupe. Au début de son carénage en 1992, USS Constitution comptait plus de 13 pouces (33 cm) de flèche négative. Les accores de la cale sèche ont été installés spécialement pour soutenir cette courbe. Au cours de ses trois années en cale sèche, les blocs centraux de la quille ont été progressivement raccourcis, permettant à la flèche négative de s'annuler. De plus, les couples diagonaux spécifiés dans sa conception originale pour résister au hogging, qui avaient été retirés lors d'un carénage antérieur, ont été restaurés. De taille similaire le USS Constellation avait 36 pouces (91 cm) de hogging avant d'être réaménagé au milieu des années 1990 ,.

### Chargement de marchandises
Lors du chargement et du déchargement de la cargaison, les navires se plient (s'affaissent ou font le dos d'âne) en raison de la répartition des poids dans les différentes cales et réservoirs du bord.
La quantité maximale de marchandises qu'un navire peut charger dépend souvent du fait que sa ligne de flottaison soit immergée ou non. Par conséquent, l’affaissement peut réduire sa capacité de chargement effective – surtout si sa ligne de charge a déjà été atteinte prématurément en raison de l’affaissement. Ceci est pris en compte lors du calcul du cargo, en appliquant ce que l'on appelle un « tirant d'eau moyen aux 3/4 ». Cette méthode est aussi appelée « correction moyenne des deux tiers », directement dérivée de la première règle de Simpson (en).

## Poutres structurelles
Dans la construction de bâtiments, l'affaissement des poutres est appelé « flèche ». L'ampleur de la flèche varie en fonction de la rigidité de la poutre, de la portée entre les supports et de la charge qu'elle supporte. L'affaissement est un problème courant dans les maisons anciennes.